# Талышева, Татьяна Андреевна
Татья́на Андре́евна Та́лышева (15 октября 1937, Барнаул) — советская легкоатлетка, бронзовая призёрка Олимпийских игр. Мастер спорта СССР международного класса.

## Карьера
На Олимпиаде в Токио в 1964 году Татьяна участвовала в беге на 80 метров с барьерами и в прыжках в длину. В беге она не смогла выйти в финал, а в прыжках стала 10-й.
На следующих Олимпийских играх Талышева выиграла бронзовую медаль в прыжках в длину, уступив британке Шейле Паркин-Шервуд и румынке Вьорике Вискополяну. В барьерном беге она заняла 8-е место.
Трёхкратная чемпионка СССР в 1967 и 1968 годах, а также неоднократная призёрка первенств.